# 純情 (かとうれい子の曲)
「純情」（じゅんじょう）は、かとうれい子の2枚目のシングル。2011年9月7日に徳間ジャパンコミュニケーションズより発売。

## 解説
- 淡々とした語りが似合う不思議なメロディー、弦楽四重奏とギター2本とパーカッションだけの伴奏で仕上げられており、たきのえいじ曰く「体感温度18度」の澄んだ空気感の爽やかなフォーク歌謡である[2][3]。
- 本曲発売前の2010年10月7日に、杉並区立杉並芸術会館内の座・高円寺2で開催されたデビュー1周年記念コンサートで披露[4]。

## 収録曲
1. 純情
  - 作詞・作曲：たきのえいじ、編曲：伊戸のりお&高円寺音楽団
2. 風鈴
  - 作詞：たきのえいじ、作曲：山崎ハコ、編曲：伊戸のりお&高円寺音楽団
3. 純情（オリジナルカラオケ）
4. 風鈴（オリジナルカラオケ）
5. 純情（エコサイズカラオケ）
6. 風鈴（エコサイズカラオケ）